# Wolfgang Figulus
Pour les articles homonymes, voir Töpfer.
Wolfgang Figulus né Wolfgang Töpfer (vers 1525 à Naumbourg (Saale); † 1589 à Meißen) est un compositeur, théoricien de la musique saxon et a occupé le poste de Thomaskantor.

## Biographie
Dans la préface de Precationes aliquot (1553), Figulus indique qu'il a été initié jeune à la musique. Il donne le nom de quelques-uns de ses professeurs, Jakob Jockisch (environ 1497-1586) et Wolfgang Just (également Jobst, de 1521 à 1575) à Francfort-sur-l'Oder et Johann Barthram qui ont joué un rôle important dans sa formation. Vraisemblablement, il a fréquenté l'école de Francfort-sur-l'Oder entre 1540 et 1545. En 1545, il était cantor à Lübben et à l'automne 1547, il s'est inscrit à l'Université Viadrina de Francfort. Pendant l'hiver 1547-1548, il intègre l'Université de Leipzig, où il reçoit des leçons de musique. De 1549 à 1551, il a travaillé comme Thomaskantor de la Thomasschule à Leipzig. De 1551 jusqu'à sa retraite en 1588, il était cantor et professeur à l'école de Saint Afra à Meißen. Il a enseigné la musique, le latin et la religion et s'est occupé de la gestion de la musique pour les services religieux de l'église du monastère Saint-Afra.
En plus d'écrits théoriques, il a publié plusieurs œuvres polyphoniques religieuses et en 1571, un recueil de chants de Noël Vetera nova carmina sacra et selecta de natali Domini nostri Iesu Christi (Francfort-sur-l'Oder 1575), qui contenait également une dizaine de ses propres compositions. Il a publié environ 20 Odes dans Hymni sacri et scholastici cum melodiis et numeris musicis, aniversaria vice in libellum denuo collecti & aucti studio et opera M. Friderici Birck (Leipzig 1594, réédition en 1604).
Le 27 décembre 1551, il a épousé Anna Schönfelder, avec qui il a eu quatre fils et cinq filles. Sa femme, trois de ses fils et trois de ses filles ont succombé à la peste durant l'hiver 1576-1577. Wolfgang Figulus a épousé en secondes noces Anna Pic (Picus). Ce mariage est resté sans enfant.
Friedrich Birck, son beau-fils (environ 1563-1621) a été cantor à Grimma.

## Œuvres

### Musique imprimée
- Precationes aliquot musicis numeris compositae. Leipzig 1553
- Tricinia sacra ad voces pueriles. Nuremberg 1559
- Cantionarum Sacratum […] primi tomi decas prima. Francfort-sur-l'Oder 1575
- Sacrum nuptiale in honorem coniugii […]Johannis Michael. Wittemberg 1582 (inachevé)
- Precatio pro tranquilitate ecclesiae et reip[ublicae]. Wittemberg 1586 (inachevé)
- Der Hundert und eilfte Psalm. Wittemberg 1586; republié par Andreas Weber sous le titre : Der 111. Psalm mit 5 Stimmen. Meißen 2006, (ISMN M-700254-04-9)
- Amorum filii Dei, hymni sacri, de natali Domini nostri Iesu Christi, decadis III. Wittemberg 1587 (unvollständig)

### Écrits
- Elementa musicae brevissima. Leipzig 1555
- en tant qu'arrangeur : Martin Agricola : Deutsche Musica und Gesangbüchlin, der Sontags Evangelien. Nürnberg 1560
- Libri primi musicae practicae elementa brevissima. Nürnberg 1565 (Überarbeitung von Elementa musicae brevissima. Leipzig 1555)
- De musica practica liber primvs. Nuremberg 1565

## Source de la traduction
- (de) Cet article est partiellement ou en totalité issu de l’article de Wikipédia en allemand intitulé « Wolfgang Figulus » (voir la liste des auteurs).